# Bambusskud
Bambusskud er de spiselige skud (friske bambusstængler, der vokser op af jorden) af mange bambusarter, herunder Bambusa vulgaris og Phyllostachys edulis. De anvendes i et væld af asiatiske retter og supper. De sælges i forskellige forarbejdede former og fås i friske, tørrede eller på dåse.
Rå bambusskud indeholder cyanogene glykosider, der er naturligt forekommende giftstoffer også indeholdt i kassava. Disse giftstoffer skal fjernes før indtagelse, og af denne grund bliver friske bambusskud ofte kogt før de bliver brugt. Giftstofferne bliver også ødelagt i forarbejdningsprocessen til konserves.

## Høstede arter
Bambusskud fra adskillige arter høstes til madlavning:
- Phyllostachys edulis (孟宗竹, 江南竹) producerer meget store skud på op til 2,5 kilo. Skud af denne art kaldes forskellige navne alt efter hvornår de høstes.
  - Vinterskud (冬筍, 鞭筍) er mindre i størrelse og vejer op til 1 kg per høstet skyde. Kødet er mørt og velsmagende og kommercielt vigtigt og høstes i november og december i Taiwan.
  - "Behårede" skud (毛竹筍) er større i størrelse, men på grund af deres seje konsistens og bitre smag benyttes de er generelt tørrede bambusskud. De høstes mellem marts og maj i Taiwan.
- Phyllostachys bambusoides (桂竹) producerer lange, fine skud med fast kød. De bruges ofte friske men benyttes også til tørrede bambusskud.
- Dendrocallamus latiflorus (麻竹) producerer store skud med hårdt, trævlet kød. Af denne grund er de primært egnet til konservering og tørring.
- Bambusa oldhamii (綠竹) producerer store, værdifulde skud med mørt, velduftende kød. De sælges som regel friske og er i sæson mellem sent forår og tidlige efterår. Deres tilgængelighed afhænger af det lokale klima. Disse skud findes også i dåser, når planten ikke er i sæson.
- Bambusa odashimae (烏腳綠竹) betragtes som tilsvarende B. oldhamii, men er højt værdsat på grund af dets sprøde kød med en konsistens svarende til Nashi pærer. De fremstilles hovedsagelig i Taitung og Hualien og spises friske.
- Fargesia spathacea (箭竹) producerer velsmagende, lange, tynde, spæde spirer, der kan spises friske eller kommes på dåse.
- Bambusa blumeana (刺竹) producerer skud af lavere kvalitet med en grovere og løsere strukturer end andre bambusskud. De spises, når andre ikke er i sæson i Taiwan.

## Lokale navne
På kinensisk kaldes spidsen af bambusskud zhú sǔn jiān (竹笋尖) eller blot sǔn jiān (笋尖), selv om de oftest bare omtales som sǔn (笋). På koreansk findes en nogenlunde tilsvarende betegnelse, juk solen (죽순), der er et af de hyppigst anvendte ord for bambusskud, selv om man stadig kan støde på det oprindelige daenamu ssak (대나무싹). På vietnamesisk kaldes bambusskud for mang  og på japansk take no ko (竹の子 eller 筍) der direkte oversat betyder 'barn af bambus'. Chakma-folket fra Chittagong Hill Tracts i Bangladesh kalder det Bajchur, hvor det også er en traditionel ret. Bambusskudspidser kaldes Myit i Myanmar og Tumpeang (ទំពាំង) i Cambodja.

## Regionale anvendelser

### Østasien
I særlige dele af Japan, Kina og Taiwan høstes skuddene af kæmpebambus Bambusa oldhamii om foråret og tidligt på sommeren. Unge skud fra denne art er meget efterspurgte grundet den sprøde konsistens og sødlige smag. Ældre skud er mere bitre i smagen og anvendes oftest skåret i tynde skiver og kogt flere gange i rigelige mængder vand. B. oldhamii er mere almindeligt kendt som en noninvasiv havebambus.
Anvendt som tilbehør bliver syltet bambus ofte lavet af marven af de unge skud.

### Det sydlige Asien
I Nepal anvendes bambusskud i retter, som har været kendt i Nepal i århundreder. En populær ret er tama (gæret bambusskud) med kartofler og bønner. En gammel, populær sang på nepalesisk nævner tama som "min mor elsker grøntsagsopskrifter, der indeholder kartoffel, bønner, og tama".
Sorter af bambusskud almindeligvis dyrket i Sikkim Himalaya i Indien er Dendrocallamus hamiltonii, Dendrocallamus sikkimensis og Bambusa tulda, også lokalt kendt som choya forbud, bhalu forbud og karati forbud, som alle har spiselige, unge skud. Bambusskuddene indsamles, afblades og koges i vand med gurkemejepulver i 10-15 minutter for at fjerne den bitre smag af bambus, hvorefter tama er klar til forbrug. Tama sælges almindeligvis på de lokale markeder fra juni til september, når de unge bambusskud spirer.
I Assam i Indien er bambusskud en del af det traditionelle køkken. Det kaldes khorisa og bah gaj på Assamesisk og "hen-up" blandt Karbi folket i Assam.
I Karnataka i Indien anvendes bambusskud i Malnad regionen som en speciel ret under monsunen (på grund af sæsonafhængig tilgængelighed). Det går under navnet kanile eller 'kalale på det lokale sprog. Skuddene skæres i skiver og lægges i blød i vand i to til tre dage, hvor vandet skiftes hver dag for at frigøre og fjerne toksiner. De benyttes også til syltning (pickles). Det nydes som en delikatesse af alle samfund i regionen.
I Diyun regionen i Arunachal Pradesh kalder Chakma folket det bashchuri. Den fermenterede version kaldes medukkeye og serveres ofte stegt med svinekød. Bambusskud kan også være gæret og lagret i eddike.
I Jharkhand i Indien anvendes bambusskud i karryretter eller til syltning.
I den vestlige del af Odisha, Indien, er bambusskud kendt som Karadi og anvendes i traditionelle karryretter som Ambila, pithou bhaja eller til syltning.
I Nagaland (Indien) bliver bambusskud både benyttet kogt, rå eller gæret til en bred vifte af kulinarisk brug. Gæret bambusskud er almindeligt kendt som bas tenga. Svinekød tilberedt med en stor portion gærede bambusskud er meget populært i det Nagaske køkken.
I Manipur (Indien) er bambusskud kendt som u-soi. Den fermenterede og konserverede version kaldes soibum. De anvendes i en bred vifte af retter blandt andet iromba, ooti og kangshu.

### Sydøstasien
I Indonesien skæres bambus tyndt og koges med kokosmælk og krydderier for at lave gulai rebung. Andre opskrifter med bambusskud er sayur lodeh (blandede grøntsager i kokosmælk) og lun pia (nogle gange skrevet lumpia: stegt, indpakkede bambusskud med grøntsager). Da skuddene af visse arter indeholder cyanid, skal det vaskes eller koges ud, før de kan indtages sikkert. Udskæringen af bambusskud i tynde skiver hjælper med til denne udvaskning.
I det filippinske køkken kaldes skuddene labóng (eller rabong og rabung). De to mest populære retter er ginataáng labóng (bambussskud i kokosmælk og chili) og dinengdeng na labóng (bambussskud i fiskebagoóng og gryderet med bønner, saluyot, og tinapa). Bambusskud konserveres også som atchara, traditionelle, søde pickles, der er ofte lavet af papaya.
I det thailandske køkken kaldes bambusskud no mai. De bruges i lynstegning, supper (bl.a. tom kha kai), karryretter (bl.a. kaeng tai pla), samt i Thai salater. Nogle retter kræver friske bambusskud mens andre benytter den syltede version (no mai dong).
I det vietnamesiske køkken bruges strimlede bambusskud alene eller sammen med andre grøntsager i mange lynstegte grøntsagsretter. De kan også benyttes som eneste grøntsag i svinekødssuppe. And og bambusskudsnudler (Bún mang vịt)  er også en berømt nudelret i Vietnam.
I Chittagong Hill Tracts i Bangladesh er bambusskud en traditionel fødevare for Jumma folket. Bearbejdelsen af deres retter består af flere trin. Først indsamles bambusskud fra bambusskovene, hvor de afblades og koges i vand. Bagefter tilberedes bambusskud med rejepasta, chili, hvidløgspasta og salt.
I Burma (Myanmar) kaldes bambusskud myahait. De benyttes i en suppe kaldet myahait hcaut tar la bot. Bearbejdelsen af denne ret følger generelt tre trin: Først indsamles bambusskud fra bambusskoven (kaldet warr taw i Burma). Bambus kan findes i hele Myanmar, men bambusskud fra de to nordligste regioner
(Kachin og Sagaing) er bløde og smager godt. Derefter koges de i vand og tilberedes med karrypulver, rispulver etc. En af de mest berømte retter i det burmesiske køkken er en syrlig, bambusskudskarry kaldet myahait hkyain hainn, en specialitet af Naypyidaw i det centrale Burma.

## Galleri
- Hele bambusskud efter at være blevet høstet
- Bambusskud, på vej op af jorden
- Bambusskud der allerede er for gammel til at blive spist
- Bambusskud til salg i et supermarked i Japan
- Tornet bambusskud fra Taiwans regionale lavland.
- Dåse med bambusskud.
- Yam no mai, en nordlig Thai salat lavet med kogte bambusskud.
- Filippinsk Ginataáng labóng, bambusskud kogt i kokosmælk.

## See also
- Takenoko-zoku
- Umami